# Pardis (Verwaltungsbezirk)
Pardis (persisch شهرستان پردیس) ist ein Schahrestan in der Provinz Teheran im Iran. Er enthält die Stadt Pardis, welche die Hauptstadt des Kreises ist.

## Demografie
Bei der Volkszählung 2016 betrug die Einwohnerzahl des Kreises 169.060. Die Alphabetisierung lag bei 94,1 Prozent der Bevölkerung. Knapp 90 Prozent der Bevölkerung lebten in urbanen Regionen.
| Zensusjahr | Einwohnerzahl |
| ---------- | ------------- |
| 2011       | 150.000       |
| 2016       | 169.060       |